# Västerfjärdsnäset

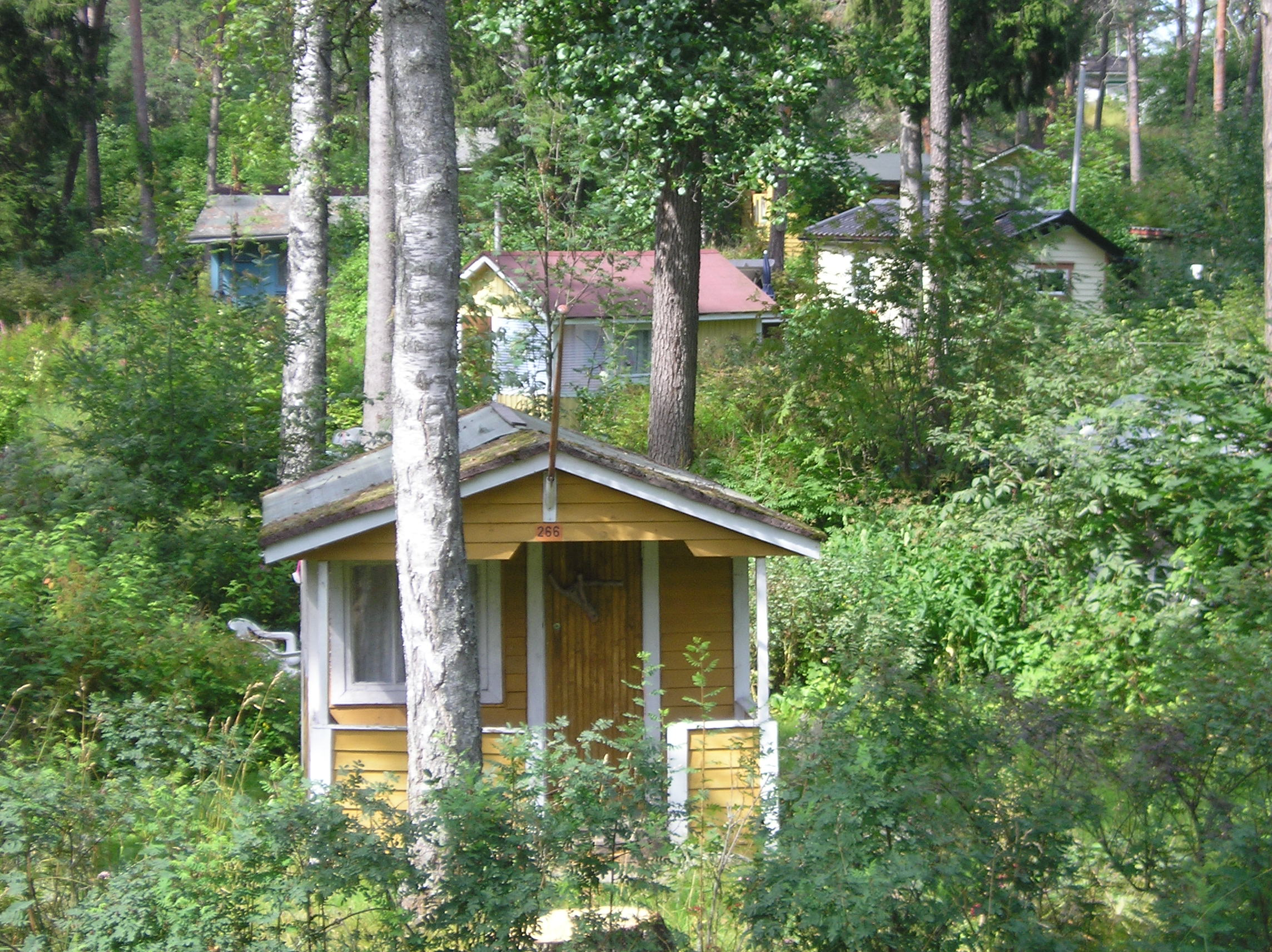
Sommarstugor på Västerfjärdsnäset

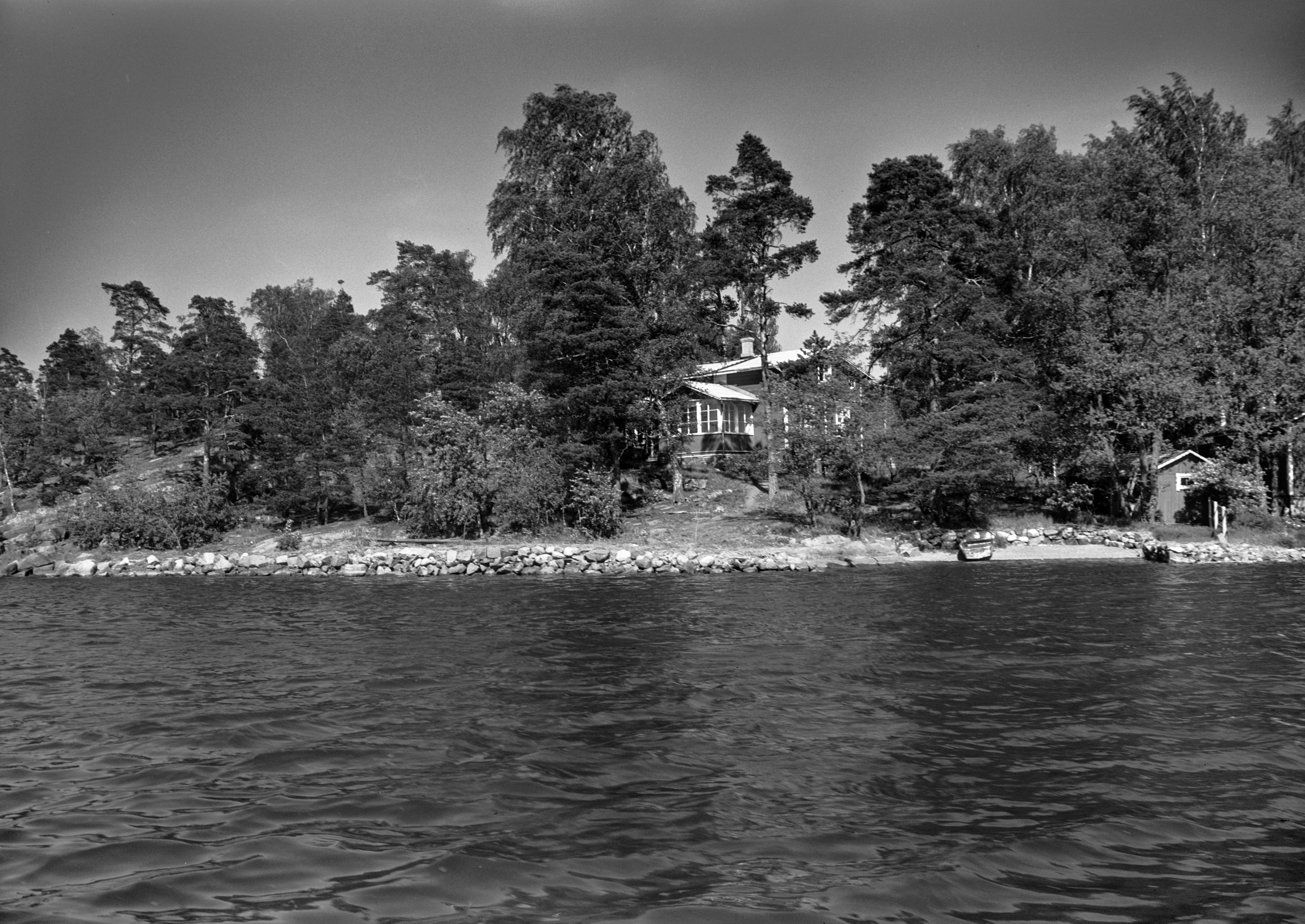
Västerfjärden, 1960

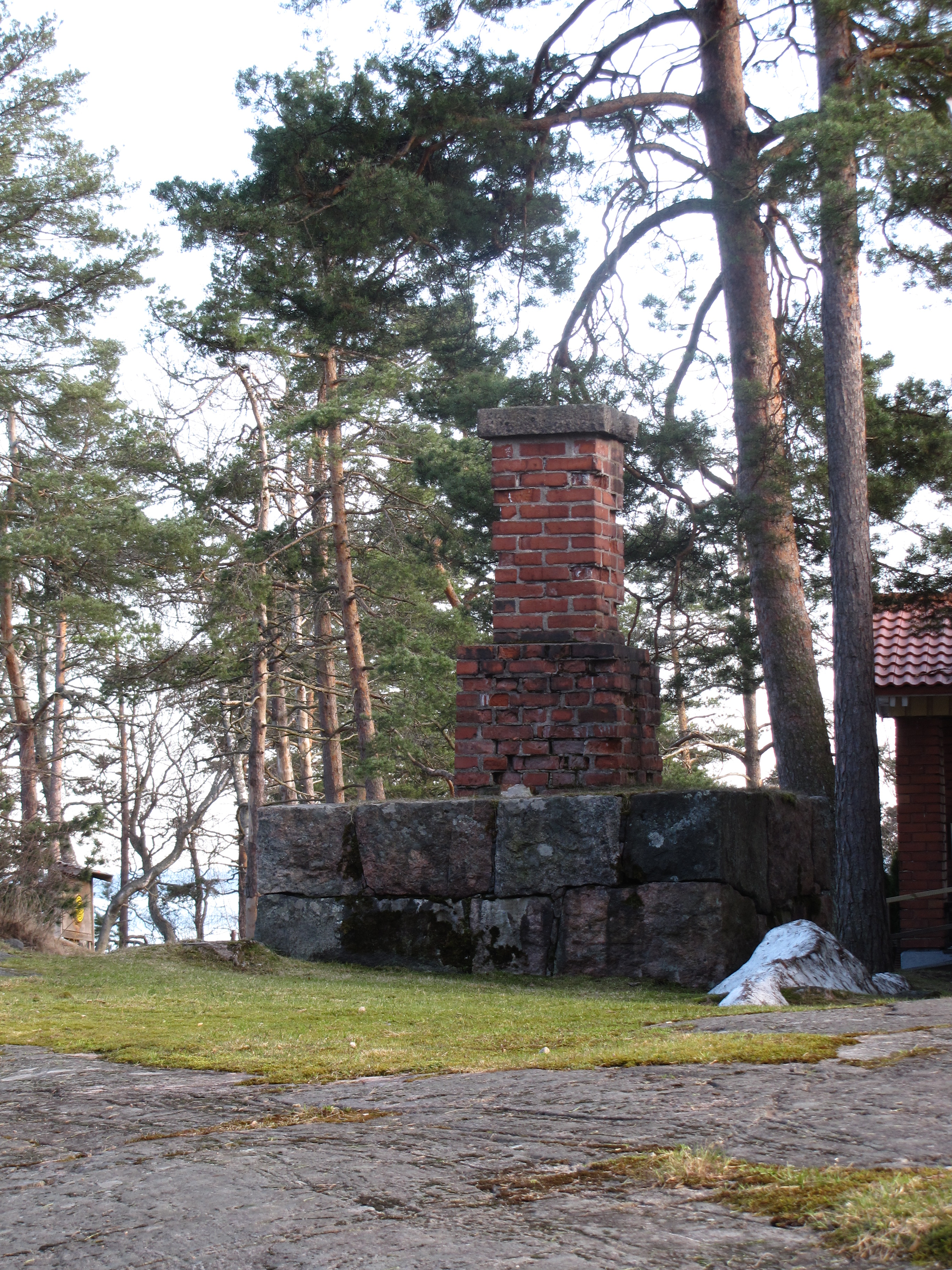
Torn för avståndsmätning vid fast kustartilleripjäsplats på Västerfjärdsnäset

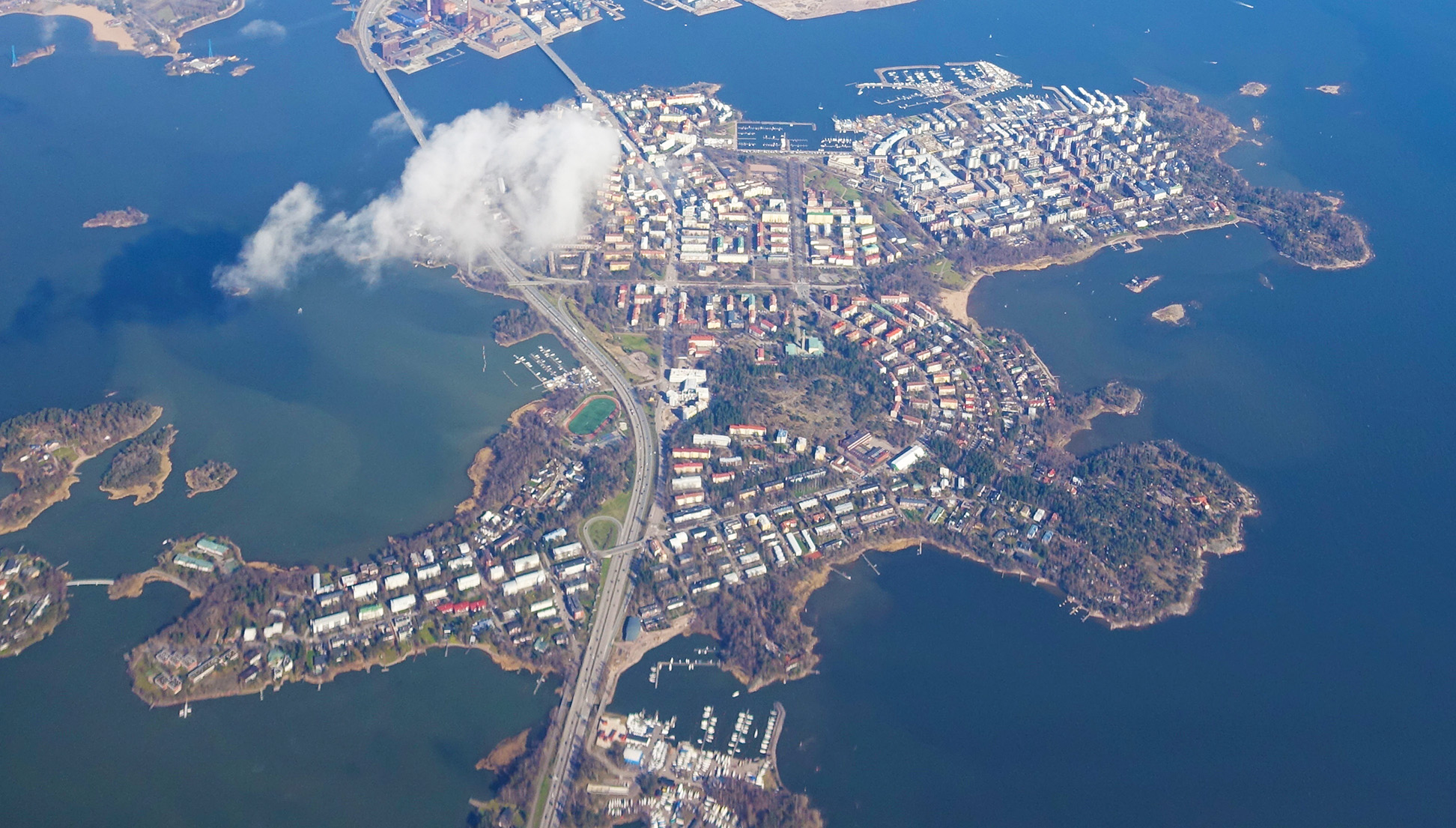
Drumsö sett västerifrån. Västerfjärdsnäset syns till höger i nedre delen av bilden.

Västerfjärdsnäset (finska: Länsiulapanniemi) är en udde på västra Drumsö i Helsingfors, som bebyggdes med små fritidshus från 1930-talet.
Med början 1928 på Fölisholmen och Hanaholmen tillhandahöll Helsingfors stad mark för rekreation, där stadens invånare fick sätta upp tygtält. Så småningom  tilläts uppförande av små stugor. För att stugbyarna inte skulle se ut hur som helst fick Hilding Ekelund 1946 i uppdrag att skapa typritningar för stugorna.
En stuga får vara högst tolv kvadratmeter stor, inklusive veranda. De boende ägde enbart sin stuga, medan marken där stugan står är allmänt rekreationsområde. Stugorna saknar elektricitet, och vattnet är endast påkopplat på sommaren.  
Sommarstugeområdet administreras av en personalförening på Helsingfors stads trafikverk, av Helsingfors Krigsinvalider rf och av en personalförening inom polisen. Polisens sommarhem och bastu är en populär lokal för uthyrning.

## Försvarsanläggning från 1880-talet
Under senare delen av 1800-talet anlades förskansningar i forn av fasta pjäsplatser för kustartilleri på Drumsö på Mörtnäs och Västerfjärdsnäset. Rester med vall och bröstvärn av pjäsbatterierna 4A och 4B ligger på uddens södra sida.